# Lawangan
Le lawangan est une langue austronésienne parlée en Indonésie, dans le Kalimantan central, dans l'île de Bornéo. La langue appartient à la branche malayo-polynésienne des langues austronésiennes.

## Classification
Le lawangan est une des langues barito orientales, un groupe des langues malayo-polynésiennes occidentales.

## Vocabulaire
Exemples du vocabulaire de base du lawangan :
| français       | lawangan | Prononciation |
| -------------- | -------- | ------------- |
| un             | ɛrai     |               |
| cinq           | limɨ'    |               |
| cendres        | bɨlɔnʊr  |               |
| pluie          | uran     |               |
| maison         | blai     |               |
| feu            | apui     |               |
| soleil         | matɛ'ɔlɔ |               |
| cochon sauvage | βabui    |               |

## Sources
- (en) Hudson, Alfred B., The Barito Isolects of Borneo. A Classification Based on Comparative Reconstruction and Lexicostatics, Data Paper: Number 68, Ithaca, Department of Asian Studies, Cornell University, 1976.